# ببغاء فلوبير (رواية)
ببغاء فلوبير (بالإنجليزية: Flaubert's Parrot)‏ كتاب للكاتب الإنجليزي جوليان بارنز، عن دار نشر جوناثان كيب. وصدر الكتاب باللغة العربية بترجمة بندر الحربي عام 2019.

## القصة
استعار غوستاف فلوبير ببّغاءً أمازونيًّا ووضعه على طاولة كتابته لفترة وجيزة، ثم أعاده. ظهرَ هذا الببّغاء في كتابه «ثلاث حكايات» حيث أقام بين الببغاء وبين امرأة يائسة علاقة غريبة وصلت حدّ التقديس. والآن، بعد كل تلك السّنوات، يأتي طبيبٌ متقاعد وأرمل، جيفري بريثويت، الهاوي لعوالم فلوبير، ليسأل: أين هو ذاك الببّغاء الأمازونيّ الأخضر، ذهبيّ العنق، ورديّ طرفَي الجناحين؟
يعثر جيفري، في سفره لرؤية الببّغاوات المحنّطة في المتاحف المخصّصة لآثار فلوبير، على ببّغاوين يحيّرانه، وكثير من الأشياء والمعلومات التي تُدهش القارئ، وتطرح عليه أسئلة هي من العمق بحيث قد تغيّر آراءه ونظرته نحو الكتابة والقراءة: هل اكتشف فلوبير المذهب الواقعي فور عودته من زيارته إلى مصر «الشّرق»؟ ما سرّ كرهه للنّقد والنقّاد؟ هل كان رجُل صالوناتٍ أدبيّة أم كان منزويًّا في بيته الرّيفي؟ ما الوفاء وما الخيانة، من هو فلوبير، ومن هي حقًّا مدام بوفاري؟رسّخت هذه الرواية اسم جوليان بارنز في السّاحة الأدبية كأحد أقوى المشتغلين على الأشكال السّردية ما بعد الحداثيّة. فهو في حين يستنطق فلوبير من خلال رسائله، يُذيع لنا صوت عشيقته التي لم يتزوّجها، ويبحث عن الأدلّة كباحث في حين يروي الخيالَ ويغذّي به الاحتمالات كسارد عبقريّ بحق، ومجرّب أصيل في الكتابة.

## وصلات خارجية
- ببغاء فلوبير على موقع الموسوعة البريطانية (الإنجليزية)

- آراء القراء حول رواية ببغاء فلوبير  على موقع جود ريدز